# Safita
Safita (arabiska: Şāfītā, صافيتا) är en distriktshuvudort i Syrien.   Den ligger i provinsen Tartus, i den västra delen av landet, 150 kilometer norr om huvudstaden Damaskus. Safita ligger 386 meter över havet och antalet invånare är 27 815.
Terrängen runt Safita är platt åt sydväst, men åt nordost är den kuperad. Safita ligger uppe på en höjd. Safita är det största samhället i trakten.
Trakten runt Satita består till största delen av jordbruksmark. Runt Safita är det tätbefolkat, med 427 invånare per kvadratkilometer.